# Elbakerk
De Elbakerk, officieel Elisabeth en Barbara geheten, is een voormalig kerkgebouw in de Noord-Hollandse stad Haarlem. De naam Elba is hier een porte-manteauwoord van Elisabeth en Barbara. 
De kerk staat aan de Paul Krugerstraat in de Transvaalwijk, Haarlem-Noord. Bij de bouw van de kerk behoorde deze wijk tot de voormalige gemeente Schoten.

## Geschiedenis
Schoten, dat ten noorden van Haarlem lag had al sinds 1902 een eigen Parochie HH. Elisabeth en Barbara; het was een afsplitsing van de parochie van de Grote of St.-Bavokerk in Haarlem zelf. Deze groeiende parochie werd steeds moeilijker te bedienen vanuit Haarlem en werd ondergebracht in een kerkje gewijd aan de Heilige Elisabeth dat onderdak bood aan de gelovigen van het Schoterkwartier, thans Transvaalwijk dat al ten delen binnen de grenzen van Haarlem lag. Het kwam te staan op het terrein van een voormalig klooster en was destijds in gebruik als Landgoed ’t Klooster. Op 27 februari 1903 werd de parochie zelfstandig. 
Die groeide uit haar jasje door de aldaar gebouwde nieuwbouwwijk en in november 1905 werd besloten een nieuwe kerk te bouwen. Net als bij het hulpkerkje werd architect Arnoldus Antonius Maria Bruning, wonende aan het Kenaupark, ingeschakeld voor het ontwerp van wat een neogotische kruisbasiliek zou worden. Op vrijdag 29 december 1905 schreef het bestuur van die parochie een aanbesteding uit voor het bouwen van de nieuwe kerk.
Het bouwen van eene kerk met aanhoorigheden en een gesticht met schoollokalen op het terrein aan de Paul Krugerstraat en Kloosterstraat te Schoten nabij Haarlem
Bisschop Augustinus Callier kwam  in mei 1906 voor de legging van de “eerste steen”  met de tekst: 
Anno Domino MCMVI
Lapidem prim. Posuit
D. VII Maii Augustinus Episc.
Harlemensis
Architect: Arn. A. M. Bruning
Aannemer: C.A. Willemsen
Opzichter: J.C. Voorveld
In maart 1907 zou de kerk ingewijd worden, maar dat bleek echter te vroeg; het werd uitgesteld tot 24 juni 1907 toen de in maart door ziekte gevelde Callier was hersteld. 
Naast de westgevel bevindt zich een traptoren. Van binnen is de kerk overwelfd met bakstenen kruisribgewelfen en waren de raampartijen voorzien van glas in lood.

### Einde als kerk
De kerk werd in 1995 buiten gebruik genomen. Het belangrijkste Anneessens orgel  werd overgebracht naar de eveneens in Haarlem-Noord gelegen St. Liduinakerk, thans St. Adelbertuskerk. Het neogotische Maria- en H. Hartaltaar, hoofdaltaar en het vroegere St.-Vincentiusaltaar zijn in 1997 naar de Sint-Vincentiuskerk in Volendam gebracht.
Rond 2001 zijn er woningen in het voormalig kerkgebouw gebouwd.